# Бербере

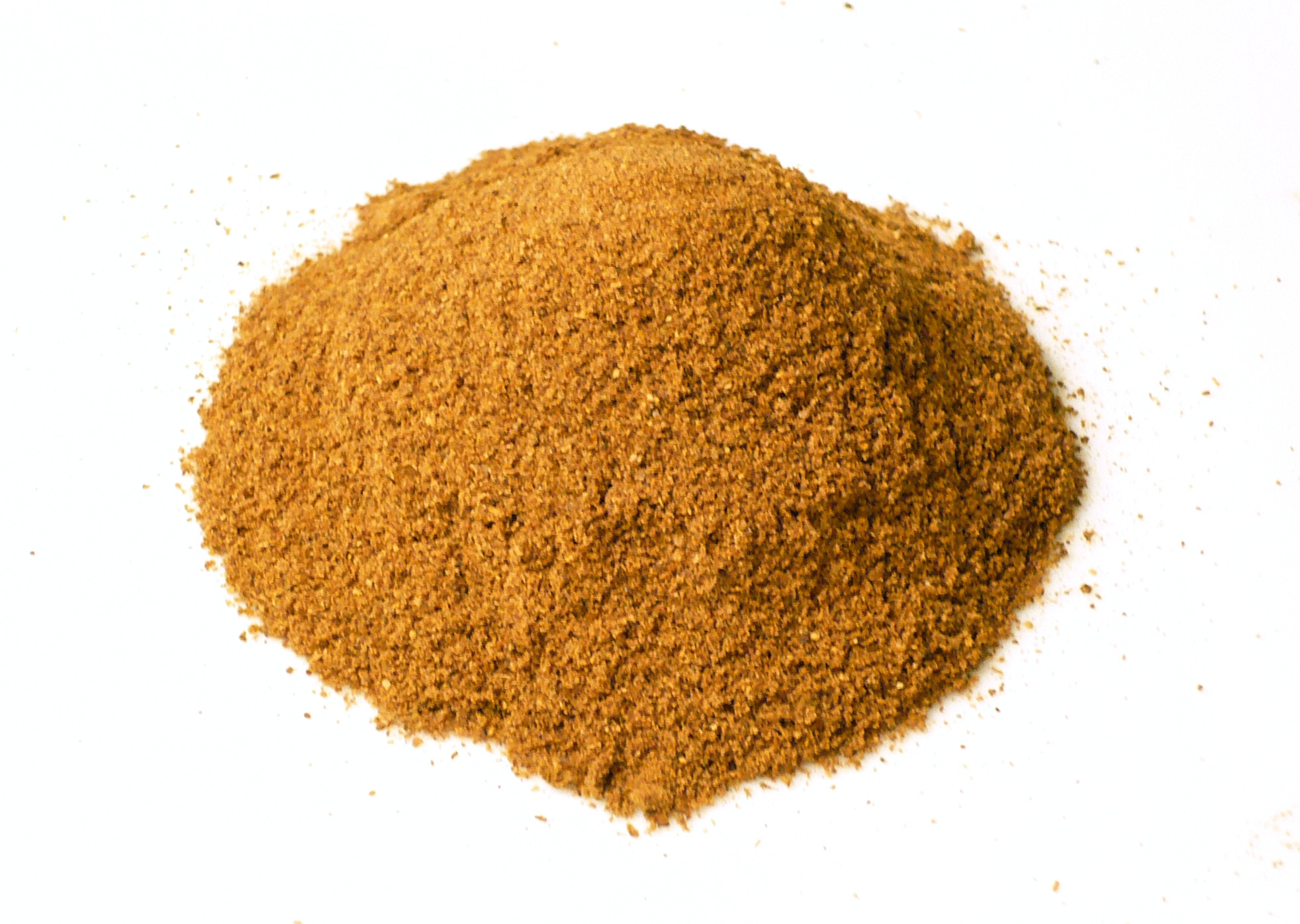
Бербере

Бербере (амх. በርበሬ) — суміш спецій, зазвичай включає червоний перець, імбир, гвоздику, коріандр, духмяний перець, ягоди рута та ажгон. Бербере є основною складовою частиною в кухнях Ефіопії та Еритреї. Бербере іноді роблять з трав і спецій, в тому числі з культурних рослин, які ростуть дикими в Ефіопії, наприклад Aframomum corrorima  і перець довгий .

## Спосіб приготування
Рецепти приготування приправи дуже різні, характерні для кожного регіону і навіть сім'ї в Ефіопії. 
Першим етапом у приготуванні бербере є обсмажування червоного овочевого перцю на сковороді, поки перець не стане темно бурого кольору. Пізніше до приправи додають імбир, перець каєнський і чорний перець, грецьку гуньбу, ажгон і насіння коріандру. Потім обсмажують усе разом і після перемелюють отриману суміш. Далі, для додання приправі солодощі додають корицю, кардамон, гвоздику і духмяний перець. Знову все обсмажують і перемелюють. Виходить пастоподібна суміш.
Крім того, в деяких варіантах приготування беребере можливі також додавання кумину, куркуми, мускатного горіха, часнику, цибулі, чебрецю та базиліку.

## Що таке
Бербере зазвичай подають з бараниною. Також її подають з тушкованими стравами і навіть іноді додають у рагу й супи. Бербере ще використовують у стравах з рису.